# Transatlantic (film din 1931)
Transatlantic este un film de comedie american din 1931 regizat de William K. Howard cu actorul Edmund Lowe în rolul principal. Gordon Wiles a primit premiul Oscar pentru cele mai bune decoruri pentru acest film.

## Distribuție
- Edmund Lowe în rolul Monty Greer
- Lois Moran în rolul Judy Kramer
- John Halliday în rolul Henry D. Graham
- Greta Nissen în rolul Sigrid Carline
- Myrna Loy în rolul Kay Graham
- Jean Hersholt în rolul Rudolph Jed Kramer
- Earle Foxe în rolul Arătosului
- Billy Bevan în rolul Hodgkins